# Зеленушка Додерлейна
Зеленушка Додерлейна (лат. Symphodus doderleini) — прибрежная рыба из семейства губановых (Labridae), обитающая в Средиземном и Мраморном морях, отсутствует в Лионском заливе. Морская субтропическая демерсальная рыба длиной 10 см. Живёт на глубинах 2—40 метров.